# 対抗要件
対抗要件（たいこうようけん）とは、すでに当事者間で成立した法律関係・権利関係（特に権利の変動）を当事者以外の（一定の）第三者に対して対抗（主張）するための法律要件。
法律関係・権利関係が成立するための法律要件を成立要件という。しかし、この法律関係・権利関係は、五感の作用により直接感知できるものではない。そこで、第三者が、法律関係・権利関係の存在を感知できるような何らかの外部的徴表（めじるし）が必要となる。この外部的徴表となるものが対抗要件である。

## 物権変動の対抗要件
日本の民法は、不動産物権変動（物権の得喪および変更）については不動産登記法による登記（民法177条）、動産物権変動については引渡しを対抗要件としている（民法178条）。なお、債権質の対抗要件については#債権譲渡の対抗要件を参照。

### 不動産物権変動
不動産物権変動における登記の位置づけについては成立要件主義と対抗要件主義に分かれる。
- ドイツ法（成立要件主義）
公示手段である登記は単に対第三者関係でのみ意味をもつものではなく、同時に当事者間では物権変動を成立させる要件であるとする立法例[1]。
- フランス法（対抗要件主義）
公示手段である登記は当事者間での物権変動とは直接の関係はなく、単に対第三者関係で物権変動を対抗するための要件であるとする立法例[1]。

日本の民法は対抗要件主義をとっており、不動産に関する物権変動を第三者に対抗するためには原則として不動産登記法による登記が必要であるとする（民法177条）。そのため、例えば、土地の所有者であったAが同一の土地をBとC双方に売却した場合、BとCはその土地について先に所有権移転登記をしなければ相手方に土地の所有権を対抗できないことになる。

### 動産物権変動
動産に関する物権の譲渡については、第三者に対抗するためには、原則として引渡しが必要である（民法178条）。対抗要件を備えうる引渡しは、原則として現実の引渡し、簡易の引渡しに限られる。指図による占有移転、占有改定については、外観上の占有状態が変更されているわけではないので、即時取得における占有にはあたらないとするのが判例・通説の立場である。
なお、自動車のように動産にも登録制度がある場合がある。
法人の場合は、動産譲渡登記により、第三者に対抗することもできる。詳しくは、動産及び債権の譲渡の対抗要件に関する民法の特例等に関する法律を参照のこと。

### 明認方法
立木だけを譲渡、もしくは、立木の所有権を留保したまま土地を売買する場合、立木法の登記または明認方法が、対抗要件となる。明認方法とは、立木の皮を削り名前を書く等、土地とは独立した物であることを外部から認識できる状態にするものである。稲立毛などについても用いられる。

## 債権譲渡の対抗要件
債権譲渡においては、債務者対抗要件（債務者に対して債権を行使するための要件。正確には対抗要件ではないとされる。）と第三者対抗要件（他の譲受人などの第三者への対抗要件。通常の意味における対抗要件である。）が区別される。債権質の設定や譲渡についても、同様に、第三債務者対抗要件と第三者対抗要件が区別される。

### 指名債権
指名債権の譲渡については、譲渡人から債務者への通知か、債務者から譲渡人又は譲受人への承諾が債務者対抗要件である（民法467条1項）。そして、確定日付のある証書（内容証明郵便、公正証書など）による通知又は承諾が第三者対抗要件となる（同条2項）が、この場合は同時に債務者対抗要件も備えたことになる。質権設定にも準用される（民法364条）。
法人が金銭債権を譲渡する場合は、債権譲渡登記により、第三者対抗要件のみを備えることもできる。債務者対抗要件については、登記後に通知又は承諾が必要である。詳しくは、債権譲渡及び動産及び債権の譲渡の対抗要件に関する民法の特例等に関する法律を参照のこと。

### 有価証券
指図債権、記名式所持人払債権及び無記名債権は証券的債権と呼ばれ、民法に譲渡の対抗要件等の規定があった（証券的債権の譲渡の規定は指名債権の譲渡の規定の後に置かれていた）。
2017年に成立した改正民法は民法第3編第7節「有価証券」を新設し有価証券の一般的な規律として整備した（指図証券、記名式所持人払証券、その他の記名証券、無記名証券に類型化された）。これに伴い改正前民法365条・469条・470条・472条、記名式所持人払債権に関する改正前民法471条、無記名債権に関する改正前民法86条3項・473条は削除または変更された。

### 法人に関する特例
法人がする債権譲渡の対抗要件に関しては動産及び債権の譲渡の対抗要件に関する民法の特例等に関する法律に特則がある。

## 不動産賃借権の対抗要件

### 民法
不動産の賃借権は、地上権と違い債権にすぎないので、新たに不動産の所有権者になった者には対抗できないとするのが原則であるが、登記したときは対抗可能になる（民法605条）。ただし、不動産賃借権が登記されるには、賃貸人の協力が必要であり、協力を得られることはまずないので、不動産賃借権が登記されることは稀である。

### 借地借家法
借地借家法では、借地権（建物所有目的の土地賃借権と地上権）と建物賃貸借について、特則を定めている。借地権については、登記がなくても土地の上に土地賃借人が所有する既登記建物があれば、対抗できる（同法10条）。建物賃貸借については、登記がなくても建物の引渡しがあれば対抗できる（同法31条）。旧借家法および旧建物保護法の規定を引き継いだものである。

## 株式譲渡の対抗要件
株券不発行会社
株券不発行会社では、株式取得者の氏名・名称と住所の株主名簿への記載が、株式会社と第三者に対する対抗要件となる（会社法130条1項）。
株券発行会社
株券発行会社では、株式取得者の氏名・名称と住所の株主名簿への記載が、株式会社に対する対抗要件となる（会社法130条2項）。なお、株券交付が、効力発生要件である（会社法128条1項）。

## 法人設立の対抗要件
民法の旧法人規定は、公益法人の設立登記は、成立要件ではなく第三者に対する対抗要件であるとしていた。現在は、一般社団・財団法人法の施行により、一般社団法人・一般財団法人の設立登記は、成立要件となった（一般社団・財団法人法22条、163条）